# Traveler's Prayer
 (mars 2024).
La mise en forme du texte ne suit pas les recommandations de Wikipédia : il faut le « wikifier ».
Les points d'amélioration suivants sont les cas les plus fréquents :
- Les titres sont pré-formatés par le logiciel. Ils ne sont ni en capitales, ni en gras.
- Le texte ne doit pas être écrit en capitales (les noms de famille non plus), ni en gras, ni en italique, ni en « petit »…
- Le gras n'est utilisé que pour surligner le titre de l'article dans l'introduction, une seule fois.
- L'italique est rarement utilisé : mots en langue étrangère, titres d'œuvres, noms de bateaux, etc.
- Les citations ne sont pas en italique mais en corps de texte normal. Elles sont entourées par des guillemets français : « et ».
- Les listes à puces sont à éviter, des paragraphes rédigés étant largement préférés. Les tableaux sont à réserver à la présentation de données structurées (résultats, etc.).
- Les appels de note de bas de page (petits chiffres en exposant, introduits par l'outil «  Source ») sont à placer entre la fin de phrase et le point final[comme ça].
- Les liens internes (vers d'autres articles de Wikipédia) sont à choisir avec parcimonie. Créez des liens vers des articles approfondissant le sujet. Les termes génériques sans rapport avec le sujet sont à éviter, ainsi que les répétitions de liens vers un même terme.
- Les liens externes sont à placer uniquement dans une section « Liens externes », à la fin de l'article. Ces liens sont à choisir avec parcimonie suivant les règles définies. Si un lien sert de source à l'article, son insertion dans le texte est à faire par les notes de bas de page.
- La présentation des références doit suivre les conventions bibliographiques. Il est recommandé d'utiliser les modèles {{Ouvrage}}, {{Chapitre}}, {{Article}}, {{Lien web}} et/ou {{Bibliographie}}. Le mode d'édition visuel peut mettre en forme automatiquement les références.
- Insérer une infobox (cadre d'informations à droite) n'est pas obligatoire pour parachever la mise en page.

Pour une aide détaillée, merci de consulter Aide:Wikification.
Si vous pensez que ces points ont été résolus, vous pouvez retirer ce bandeau et améliorer la mise en forme d'un autre article.
Traveler's Prayer est une une œuvre musicale de Steve Reich pour onze instrumentistes et quatre chanteurs, composée en 2019-2020.

## Historique
L'œuvre est créée le 16 octobre 2021 au Concertgebouw à Amsterdam par le Colin Currie Group et l'ensemble vocal Synergy Vocals, sous la direction de Colin Currie.
La création française a lieu le 6 novembre 2021 à la Philharmonie de Paris, par les mêmes interprètes.
Il s'agit d'une commande conjointe de l'Elbphilharmonie de Hambourg, du Southbank Centre de Londres, de la Tokyo Opera City Cultural Foundation, de ZaterdagMatinee d'Amsterdam, des Cal Performances, du Carnegie Hall de New York et de la Philharmonie de Paris.
L'œuvre est éditée par Boosey & Hawkes.

## Effectif
La pièce est composée pour quatre voix (2 sopranos, 2 ténors) accompagnées d'un petit ensemble instrumental (2 vibraphones, 1 piano, 4 violons, 2 altos, 2 violoncelles).

## Structure
Selon un procédé habituel au compositeur, la musique se fonde sur des textes très brefs. Ici, ce sont trois courts passages de la Genèse, de l’Exode et des Psaumes, que l'on ajoute habituellement à la « Prière du voyageur » tels qu'on peut les trouver dans les livres de prière hébreux. Voici une traduction française :
« Voici, j’envoie un messager devant toi pour te protéger en chemin et t’amener au lieu que j’ai préparé. » (Exode, 23:20)
« En ton salut j’espère Éternel, j’espère Éternel, en ton salut, Éternel, en ton salut j’espère. » (Genèse, 49:18)
« L’Éternel gardera ton départ et ton arrivée dès maintenant et à jamais. » (Psaume 121)
Le premier et le troisième de ces textes ont déjà utilisés par Steve Reich à la fin de son œuvre WTC 9/11.
Dans la note d'intention qu'il produit pour le programme du concert de création française de l'œuvre, le compositeur indique : « Si ces versets peuvent certainement s’appliquer à des voyages terrestres (en avion, en voiture ou en bateau), on peut aussi les associer au voyage de ce monde à l’autre. »
Sans pulsation (ce qui est rare dans l'œuvre du compositeur), mais dans une relative stabilité modale qui laisse parfois place à de plus subtiles harmonies, la pièce est marquée par une atmosphère méditative et flottante. Elle se fonde sur des canons très libres où les deux voix s'entrecroisent selon des mouvements rétrogrades et/ou inversés. Le compositeur avoue: « I found myself doing things I’ve never done before. And at this age, that’s a welcome surprise! By making these very long line free floating canons, you could say the piece is closer to Josquin than Stravinsky. »
Après Tehillim (1981), The Cave (1993), Know What Is Above You (1999), You Are (Variations) (2004) ou Daniel Variations (2006), mais surtout avant Jacob’s Ladder (2023) témoigne que Steve Reich puise encore son inspiration dans la culture et la religion hébraïques. Le lien entre ses deux dernières œuvres est ainsi explicité par le compositeur: « Traveler’s Prayer and Jacob’s Ladder are related pieces—they're representative of this period in my life. »
L'œuvre dure environ 16 minutes.